# Fernando Almeida de Oliveira
Fernando Almeida de Oliveira (* 18. Juni 1978 in Bahia) ist ein ehemaliger brasilianischer Fußballspieler.

## Karriere
Fernando begann seine Karriere 1996 beim Erstligisten EC Vitória. 1997 wechselte er auf Leihbasis zum spanischen Zweitligisten FC Villarreal. 1998 kehrte er zu Vitória zurück und 1999 wurde er mit dem Verein Tabellendritter der Série A. 2003 unterschrieb er einen Vertrag beim japanischen Kashima Antlers. Für Kashima bestritt er 102 Erstligaspiele und schoss dabei 19 Tore. 2003 und 2006 erreichte er das Finale des J.League Cup. 2007 kehrte er nach Brasilien zurück und unterschrieb einen Vertrag bei Cruzeiro EC. 2008 wechselte er zu al Shabab (Vereinigte Arabische Emirate) und gewann er mit dem Verein den UAE Pro League. Danach spielte er bei Athletico Paranaense, Al-Ahli SC (Jordanien) und EC Vitória. Ende 2010 beendete er seine Karriere als Fußballspieler.

## Erfolge
Vitória
- Staatsmeisterschaft von Bahia: 1996, 1999, 2000, 2002, 2010
- Copa do Nordeste: 1999, 2010

Kashima Antlers
- A3 Champions Cup: 2003

al Shabab
- UAE Pro League: 2007/08